# Arnica venosa
Arnica venosa là một loài thực vật có hoa trong họ Cúc. Loài này được H.M.Hall mô tả khoa học đầu tiên năm 1915.